# The Last Kind Words
The Last Kind Words es el tercer álbum de estudio de DevilDriver , publicado en los Estados Unidos el 31 de julio de 2007. Fue lanzado en el Reino Unido el 19 de junio.
Este es el primer álbum con DevilDriver de death metal melódico con influencia melódica como lleva la muerte en la guitarra en algunas canciones, y hacen uso frecuente de solos de guitarra en el álbum. El álbum debutó en el número 48 en los Billboard 200 de EE. UU., vendiendo cerca de 14 000 copias en su primera semana. Clouds Over California está disponible para su descarga en Guitar Hero Rock Band.

## Lista de canciones
1. "Not All Who Wander Are Lost" – 3:32
2. "Clouds Over California" – 4:09
3. "Bound by the Moon" – 4:01
4. "Horn of Betrayal" – 4:24
5. "These Fighting Words" – 3:58
6. "Head on to Heartache (Let Them Rot)" – 4:22
7. "Burning Sermon" – 3:38
8. "Monsters of the Deep" – 4:03
9. "Tirades of Truth" – 5:11
10. "When Summoned" – 3:04
11. "The Axe Shall Fall" – 5:15
12. "Damning the Heavens" – 2:18 (US Hot Topic Only Edition)

- Datos: Q129093